# Comercial Futebol Clube (Araras)
Comercial Futebol Clube foi um clube brasileiro de futebol da cidade de Araras, no interior de São Paulo. Suas cores eram preto e branco. Disputou o Campeonato Paulista da 2ª Divisão (atual Série A2) de 1950 e o de 1951.[carece de fontes?]
Sua maior rival foi a Ararense, que teve seu departamento de futebol extinto em 1962, com quem disputava o Dérbi Ararense. Em 2001 o clube fundiu-se ao Atlético Ararense para manter as categorias de base, que deram origem à escolinha de futebol do Comercial.

## Títulos
- Campeonato Amador de Araras: 5 (1947, 1957, 1963, 1970 e 1971)[carece de fontes?]
- Torneio Início do Campeonato Ararense: 1 (1963)[carece de fontes?]
- Campeonato Amador da 5º Região do Interior: 1 (1963)[carece de fontes?]
- Campeonato Amador do Setor: 8 (1950, 1955, 1956, 1957, 1958, 1959, 1963 e 1972)[carece de fontes?]
- Campeonato Amador da 6ª Região do Estado: 1 (1949)[carece de fontes?]
- Vice-campeão do Interior: 2 (1956 e 1957)[carece de fontes?]

- Torneio dos Campeões: 1949[carece de fontes?]
- Taça Conde Crespi: 1934[carece de fontes?]
- Troféu Vale do Mogi: 1959[carece de fontes?]
- Copa Rádio Centenário: 1971[carece de fontes?]
- Campeão Paulista Sub-17 (FPFA): 2002, 2003[carece de fontes?]
- Campeão Paulista Sub-15 (LINAF): 2004[3]